# Kazimierz Robakowski
Kazimierz Robakowski (ur. 1938 w Jarocinie, zm. 22 lutego 2017) – polski historyk i politolog, profesor nadzwyczajny Uniwersytetu im. Adama Mickiewicza.

## Życiorys
W 1962 ukończył studia historyczne (seminarium magisterskie u prof. Witolda Jakóbczyka). Po studiach związał się z prof. Antonim Czubińskim i pod jego opieką doktoryzował się (pracę Rola i działalność PPS w Wielkopolsce i na Ziemi Lubuskiej w latach 1945-1948 wydano potem drukiem). Oprócz badań nad działalnością polskich socjalistów interesował się też okresem stalinowskim, ruchem ludowym i przemianami społeczno-politycznymi polskiej wsi po zakończeniu II wojny światowej. Habilitował się w 1986 na podstawie pracy Społeczno-polityczne problemy rozwoju spółdzielczości produkcyjnej w Polsce w latach 1944-1956. Był zafascynowany postacią Stanisława Mikołajczyka. W latach 1976–1987, gdy pracował w Zakładzie Najnowszej Historii Polski Instytutu Historii UAM, poświęcił się w dużej mierze wydarzeniom roku 1956, w tym Poznańskiemu Czerwcowi (właśnie relacje ojca o tych wydarzeniach miały poważny wpływ na wybór jego drogi naukowej). Pisał też na następujące tematy: edukacja politologiczna i historyczna, teoria polityki, polska transformacja ustrojowa i historia regionalna. Otrzymał kilkukrotnie nagrody rektora i nagrodę ministra III stopnia.
Był autorem haseł w Polskim Słowniku Biograficznym i Słowniku biograficznym działaczy polskiego ruchu robotniczego.
Zmarł po długiej i ciężkiej chorobie.